# Brendon Leonard
Brendon Grant Leonard (Morrinsville, 16 aprile 1985) è un ex rugbista a 15 neozelandese internazionale con gli All Blacks in tredici occasioni.

## Biografia
Cresciuto nella provincia di Waikato, con essa esordì nel 2005 nel campionato nazionale provinciale neozelandese.
Un anno più tardi esordì anche in Super 14 nelle file degli Chiefs
Il debutto negli All Blacks avvenne nel giugno 2007 in occasione di un test match contro la Francia; prese parte alla successiva Coppa del Mondo, che per circa due anni fu il suo ultimo appuntamento internazionale a causa di diversi infortuni; fu richiamato in Nazionale solo un paio d'anni più tardi durante il Tri Nations 2009, a tutt'oggi la sua più recente esperienza negli All Blacks, per via di ulteriori infortuni che lo resero inutilizzabile a lungo anche a livello di club.
Con gli Chiefs si è aggiudicato due Super Rugby consecutivi, nel 2012 e 2013.
Dopo la conquista del secondo titolo di Super Rugby è stato ufficializzato l'accordo biennale che Leonard ha firmato con la franchise federale italiana delle Zebre a partire dalla stagione di Pro12 2013-14.

## Palmarès
- Super Rugby: 2
Chiefs: 2012, 2013
- National Provincial Championship: 1
Waikato: 2006